# Jemal Yimer
Jemal Yimer (ur. 11 września 1996) – etiopski lekkoatleta specjalizujący się w biegach długodystansowych.
Czwarty zawodnik mistrzostw Afryki w biegu na 10 000 metrów (2016). Rok później zdobył złoto w drużynie seniorów podczas mistrzostw świata w biegach przełajowych oraz był piąty w biegu na 10 000 metrów na światowym czempionacie w Londynie. W 2018 roku został mistrzem Afryki w konkurencji biegu na dystansie 10 000 metrów, w tej samej konkurencji rok później zaś otrzymał brązowy medal igrzysk afrykańskich.

## Osiągnięcia indywidualne
| Rok  | Impreza                                   | Miejsce  | Konkurencja           | Lokata     | Wynik    |
| ---- | ----------------------------------------- | -------- | --------------------- | ---------- | -------- |
| 2016 | Mistrzostwa Afryki                        | Durban   | bieg na 10 000 metrów | 4. miejsce | 28:08,92 |
| 2017 | Mistrzostwa świata w biegach przełajowych | Kampala  | bieg seniorów         | 4. miejsce | 28:46    |
| 2017 | Mistrzostwa świata                        | Londyn   | bieg na 10 000 metrów | 5. miejsce | 26:56,11 |
| 2018 | Mistrzostwa świata w półmaratonie         | Walencja | indywidualnie         | 4. miejsce | 1:00:33  |
| 2018 | Mistrzostwa Afryki                        | Asaba    | bieg na 10 000 metrów | 1. miejsce | 29:08,01 |
| 2019 | Igrzyska afrykańskie                      | Rabat    | bieg na 10 000 metrów | 3. miejsce | 27:59,02 |

## Rekordy życiowe
- Bieg na 10 000 metrów – 26:56,11 (2017)